# 4672 Takuboku
A 4672 Takuboku (ideiglenes jelöléssel 1988 HB) a Naprendszer kisbolygóövében található aszteroida. Ueda Szeidzsi és Kaneda Hirosi fedezte fel 1988. április 17-én.